# إميلي جاي ميلر
إميلي جاي ميلر (بالإنجليزية: Emily J. Miller) هي كاتِبة وصحفية أمريكية، ولدت في 1971.